# Joaquín Cordero
Joaquín Cordero [xoakin kordero] (Joaquín Cordero Aurrecoechea; Heroica Puebla de Zaragoza, Puebla, 16. kolovoza 1922. — Ciudad de México, 19. veljače 2013.) je bio meksički filmski, kazališni i televizijski glumac, koji je najpoznatiji po ulogama u telenovelama. Njegov je brat bio Víctor Cordero Aurrecoechea.

## Filmografija
- El Corsario Negro
- Una Gitana en México
- No Te Cases con mi Mujer
- Mujer
- Se La IIevo el Remington — Rodrigo
- La rebelian de los fantasmas — Romeo
- Yo maté a Juan Charrasasquedo
- Las dos huerfanitas — Morete
- Arrabalera — Luis
- Todos son mis hijos — Juan Salgado
- Venganza en el Circo — Fernando
- Romance de Fieras — Javier Ponce
- Cinco vidas y un destino — Marrcos Navarro
- El boxeador — Natalio Sanchez
- Dr. Satan[3]
- México de mis recuerdos — Pablo Flores
- El Ardiente Secreto — Eduardo
- Los parientes pobres — Evaristo Olmos
- Mi destino eres tú — José Ignacio Rivadeneira Orendain
- Za tvoju ljubav — Lazaro Robledo
- Abrázame muy fuerte — Severiano Álvarez
- Između ljubavi i mržnje — Fernando Villareal
- Opijeni ljubavlju — Amador
- Maćeha
- Fuego en la sangre

## Poveznice
- José Luis Cordero, Joaquínov nećak